# نقاط بروكار

نقاط بروكار في مثلث.

في الهندسة الرياضية، تعرف نقاط بروكار على أنها نقاط خاصة في المثلث. سميت على اسم الرياضياتي الفرنسي هنري بروكار (1845 – 1922).

## تعريف
في المثلث ABC الذي له الأضلاع a,b,c حيث رؤوسة هي A,B,C بترتيب عكس عقارب الساعة، يوجد نقطة واحدة فقط P بحيث أن القطع المستقيمة AP,BP,CP تشكل نفس الزاوية ω بأضلاع على الترتيب c,a,b بحيث:
{\displaystyle \angle PAB=\angle PBC=\angle PCA}.
تسمى P نقطة بروكار الأولى، كما تسمى الزاويةω زاوية بروكار للمثلث. تتحقق العلاقة التالية على هذه الزاوية:
{\displaystyle \cot \omega =\cot \alpha +\cot \beta +\cot \gamma .\,}
يوجد أيضاً نقطة بروكار ثانية في المثلث ABC بحيث أن القطع المستقيمة AQ, BQ, وCQ تشكل زوايا متساوية لها أضلاع b, c, وa على الترتيب. أو تكون المعادلة التالية محققة: {\displaystyle \angle QCB=\angle QBA=\angle QAC}.

## وصلات خارجية
- إيريك ويستاين، نقاط بروكار، ماثوورلد Mathworld (باللغة الإنكليزية).